# Timanthes
Timanthes is een geslacht van rechtvleugeligen uit de familie sabelsprinkhanen (Tettigoniidae). De wetenschappelijke naam van dit geslacht is voor het eerst geldig gepubliceerd in 1877 door Stål.

## Soorten
Het geslacht Timanthes  is monotypisch en omvat slechts de volgende soort:
- Timanthes signatipennis (Stål, 1877)